# Conostephium marchantiorum
Conostephium marchantiorum là một loài thực vật có hoa trong họ Thạch nam. Loài này được Strid mô tả khoa học đầu tiên năm 1986.